# Mebarek Boukaba
Mebarek Boukaba, né le 6 août 1951, est un homme politique algérien. Membre du Front de libération nationale, il est député de la deuxième circonscription électorale de la wilaya de Batna au cours de la troisième législature (1987-1992).